# Marcel Violet
Achille Marcel Violet, francoski dirkač, * 19. februar 1887, Pariz, Francija, † 17. julij 1973, Clichy, Francija.
Marcel Violet je na dirkah za Veliko nagrado prvič sodeloval v sezoni 1913, ko je na dirki za Veliko nagrado Francije v razredu avtociklov odstopil z dirkalnikom Violet-Bogey, s katerim je osvojil drugo mesto na dirki Grand Prix de l´U.M.F. med avtocikli. Po prvi svetovni vojni je v sezoni 1920 dosegel svojo edino zmago na dirki Grand Prix de l´U.M.F. V sezoni 1921 pa je dosegel še tretje mesto na dirki za Veliko nagrado Bourgogna med avtocikli in drugo mesto na dirki Grand Prix de l´U.M.F. Svoj zadnji uspeh je dosegel na dirki za Veliko nagrado Bourgogna v sezoni 1926, ko je osvojil tretje mesto, prav po dirki za Veliko nagrado Bourgogna v sezoni 1929, ko je bil z dirkalnikom Mercedes-Benz SS šesti, se je upokojil kot dirkač.